# Skuldelev (bateaux de Roskilde)

Emplacement des 5 skuldelev lors de leur extraction

Les Skuldelev (bateaux de Roskilde) est le terme utilisé pour désigner les cinq vestiges de bateaux vikings originaux qui furent récupérés dans une voie navigable entre Peberrenden et Skuldelev dans le fjord de Roskilde à 20 km au nord de la ville de Roskilde au Danemark.  
En 1962, les restes des navires submergés ont été renfloués dans le cadre d'un chantier de quatre mois. Les épaves récupérées, qui ont été datés du XIe siècle représentent cinq types de navires vikings. Ils auraient été vraisemblablement navires de barrage contre la tempête ou contre l'envahisseur. 

Les bateaux Skuldelev fournissent une bonne source d'information sur les traditions de construction navale de la fin de l'âge des Vikings et sont maintenant exposés au Musée des navires vikings de Roskilde. 

Les cinq Skuldelev originaux  ont été reproduits comme de véritables reconstitutions par le Musée des navires vikings de Roskilde. Certains des Skuldelev ont également été répliqués que les deux reconstructions vraies ou inspirées par d'autres groupes à travers le monde.

## Skuldelev 1

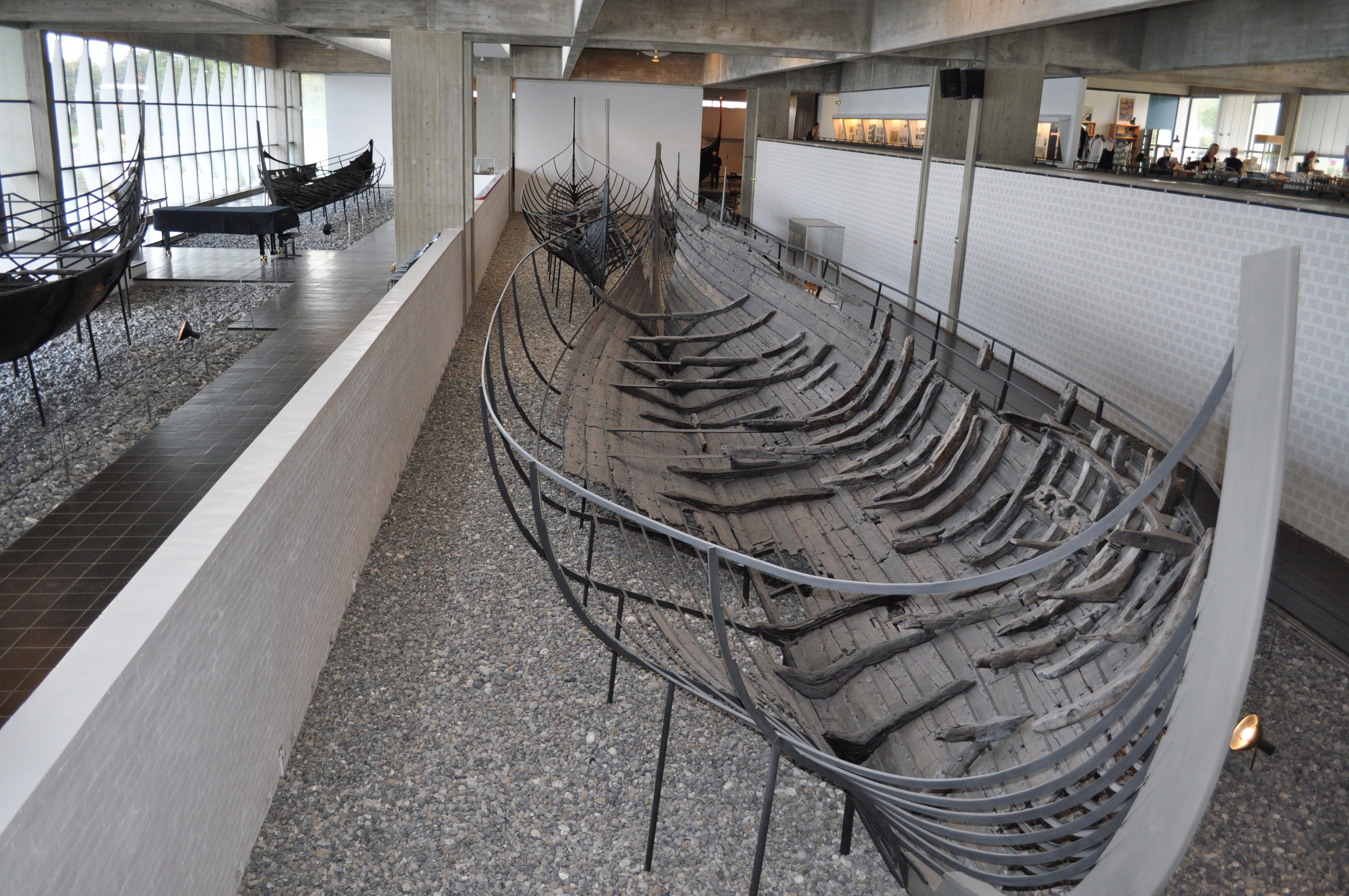
Skuldelev I

Le Skuldelev 1  était un solide cargo de type Knarr adapté à la haute mer. Il mesurait 16 m de long et 4,80 m de large et aurait eu un  équipage de 6 à 8 hommes; son tirant d'eau était de 1 m. Le navire a été construit au Sognefjorden (Ouest de la Norvège) vers 1030 à partir d'épaisses planches de pin, mais il a été réparé à plusieurs reprises avec du chêne et du bois de tilleul dans le fjord d'Oslo et dans l'est du Danemark. Il portait une voile de 90 m2 et  seulement 2 ou 4 rames. Le Skuldelev 1 aurait navigué en mer Baltique, mer du Nord et en océan Atlantique Nord à une vitesse maximum de 13 nœuds(24 km/h). L'épave de ce navire est à 60 % conservée.

Ottar af Roskilde est une réplique du Skuldelev 1 réalisée  par le Musée des navires vikings de Roskilde.

## Skuldelev 2

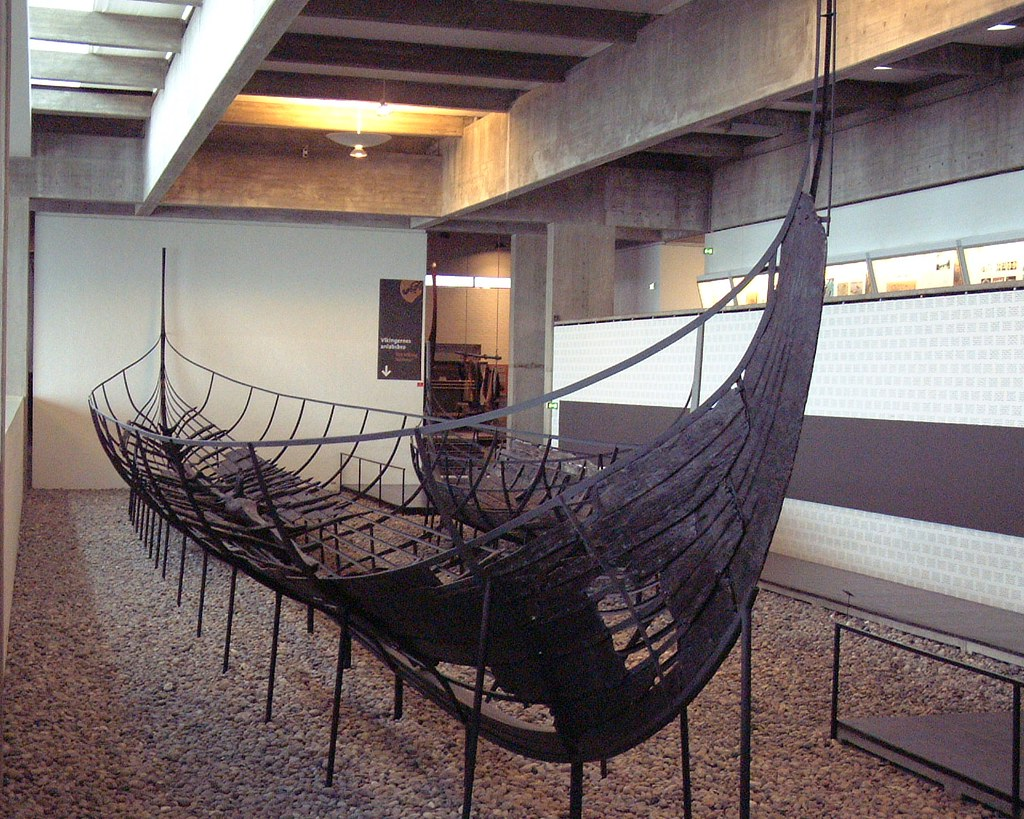
Skuldelev II

Le Skuldelev 2  est un navire de guerre construit en chêne. Il est un langskip, peut-être de type Skeid. Il mesurait environ 30 m de long et 3,80 m de large avec un équipage de 60 à 80 hommes; son tirant d'eau était de 1 m. La dendrochronologie a montré que le navire a été construit proche de Dublin (Irlande) autour de 1042. La forme de ce navire et sa grande voile d'environ 112 m2, auraient permis une grande vitesse de 15 nœuds (28 km/h) avec une équipe de 60 avirons. Il est l'un des plus longs drakkars jamais trouvés, mais il est le moins préservé des navires Skuldelev, avec seulement 25 % de conservation d'origine. 

Le Musée des navires vikings de Roskilde a mené un projet de 1,34 million € pour la réplication du Skuldelev 2, connu sous le nom de Sea Stallion de Glendalough (en danois : Havhingsten fra Glendalough). La réalisation s'est déroulée d'août 2000 à septembre 2004 pour un total d'un peu moins de 40 000 heures de travail. En été 2007, il a navigué de Roskilde à Dublin, restant en exposition  jusqu'à l'été 2008, date de son retour au Danemark.

## Skuldelev 3

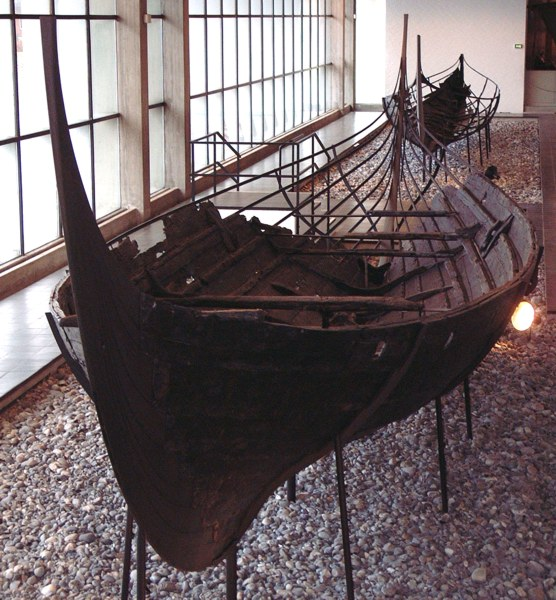
Skuldelev III

Le Skuldelev 3  est un cargo de 14 m de long et 3,30 m de large, peut-être de type byrding (transport).  Il est fabriqué à partir de chêne, avec une capacité de chargement de 4 à 5 tonnes et un tirant d'eau de 0,90 m. Il a été construit vers 1040, quelque part au Danemark. Avec un équipage de 5 à 8 hommes et une voile de 45 m2 le Skuldelev 3 était adapté pour des trajets plus courts dans les eaux danoises. Il pouvait atteindre une vitesse maximale 10 nœuds(19 km/h). Il est le mieux conservé des navires Skuldelev avec 75 % de l'original restant. 

Le Skuldelev 3 a pour réplique le Roar Ege .

## Skuldelev 4
Le Skuldelev 4 a été initialement pensé comme un navire différent car ces restes ont été découverts bien plus tard. Lors de la fouille, il a été découvert que Skuldelev 2 et Skuldelev 4  étaient en fait deux parties d'un seul et long navire.

## Skuldelev 5

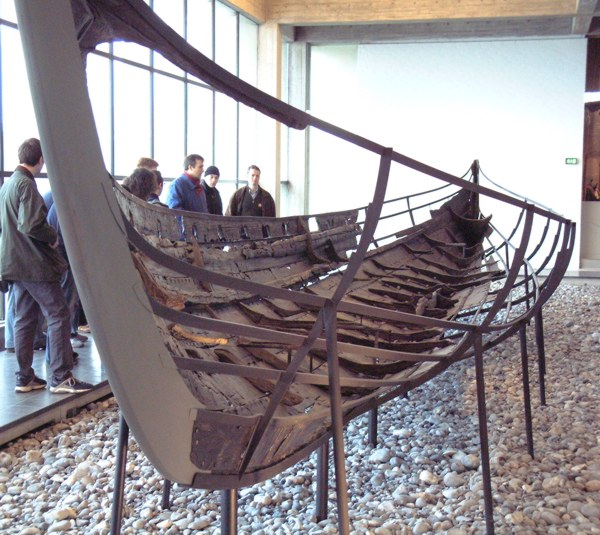
Skuldelev V

Le Skuldelev 5  est un petit navire de guerre de type snekkja. Il est de 17,30 m de long et 2,50 m de large avec un équipage d'environ 30 hommes; son tirant d'eau était de 0,60 m. Il est fait d'un mélange de types de bois (chêne, pin, bouleau et aulne), et a été construit vers 1030 dans la zone de Roskilde. Le navire a été spécialement construit pour la navigation dans les eaux danoises et peu profondes de la mer Baltique. Les planches du franc-bord sont équipées de trous pour les sangles des boucliers. Avec une voile d'environ 46 m2, la vitesse moyenne du navire serait de 6 à 7 nœuds (13 km/h), avec une vitesse maximale d'environ 15 nœuds (28 km/h). L'épave représente 50 % de l'original.  

Le Skuldelev 5 a pour réplique le Helge Ask visible au Musée de Roskilde.

Une autre réplique existe aussi : le Sebbe Als construit à Augustenborg en 1969. le Sebbe Als est capable d'atteindre une vitesse de 5 nœuds (9 km/h) à la rame, et 12 nœuds (22 km/h) avec la voile.

## Skuldelev 6

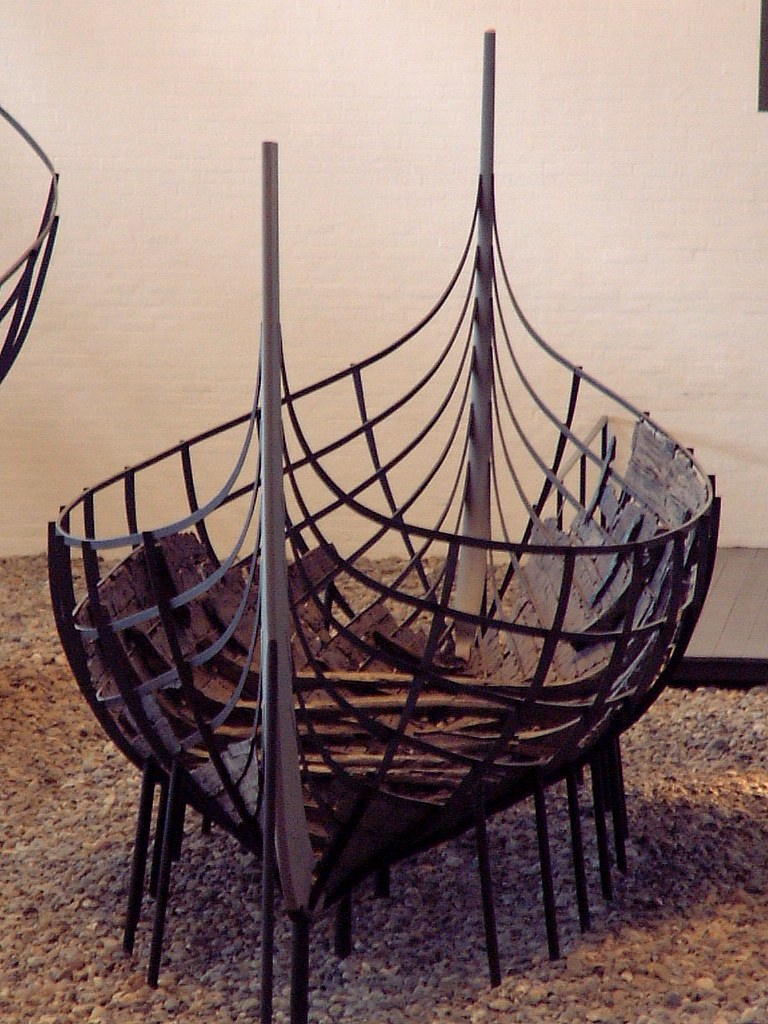
Skuldelev VI

Le Skuldelev 6  est un navire de 11,20 m de long et 2,50 m de large, de type inconnu et équipé de rames et d'une voile. Il ne s'agit ni d'un navire de guerre, ni d'un navire marchand mais d'un navire de pêche. Il avait une bonne capacité de chargement, avec un tirant d'eau de 0,50 m. Il a probablement été construit pour la pêche dans les fjords profonds de la Norvège. Comme le Skuldelev 1, Skuldelev 6 a été construit au Sognefjorden (Ouest de la Norvège) vers 1030, principalement en pin. Il aurait probablement eu un équipage de 5 à 15 hommes. Au cours de sa durée de vie, il a été transformé sans doute pour être déployé en cargo côtier. Dans cet état, il aurait été connu comme un type de Ferje (terme général pour un petit navire de charge). Il est conservé à 70 % de son état original.  

Le Skuldelev 6 a pour réplique le  Kraka Fyr construit en 1998 par le Musée des navires vikings de Roskilde. En 2010, le musée a reproduit à nouveau  Skuldelev 6 par la construction du Skjoldungen avec une interprétation différente de la proue et de la poupe conception.

## Reconstruction de diverses répliques
Différentes répliques ont été réalisées d'après ses cinq modèles originaux de Skuldelev.

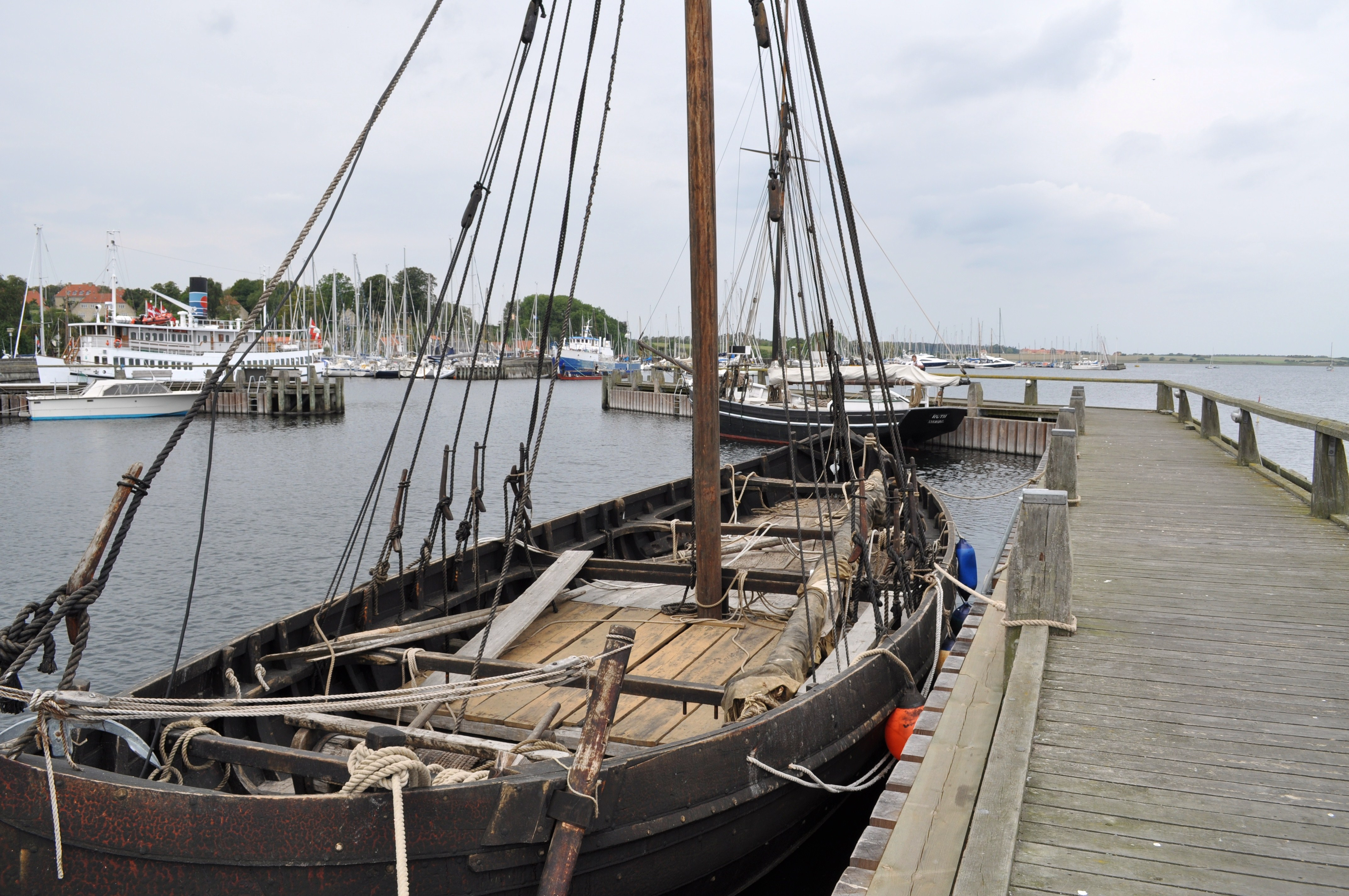
Ottar af Roskilde (Skuldelev 1)
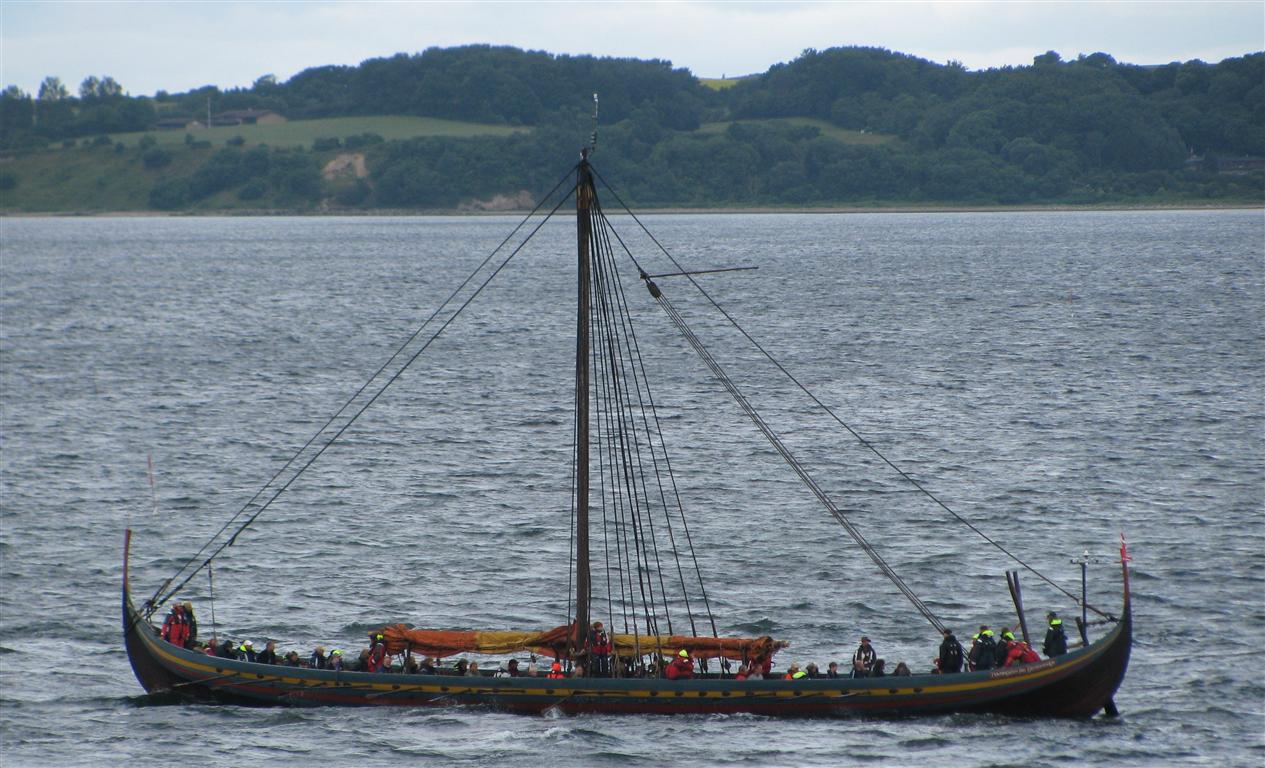
Havhingsten fra Glendalough (Skuldelev 2)
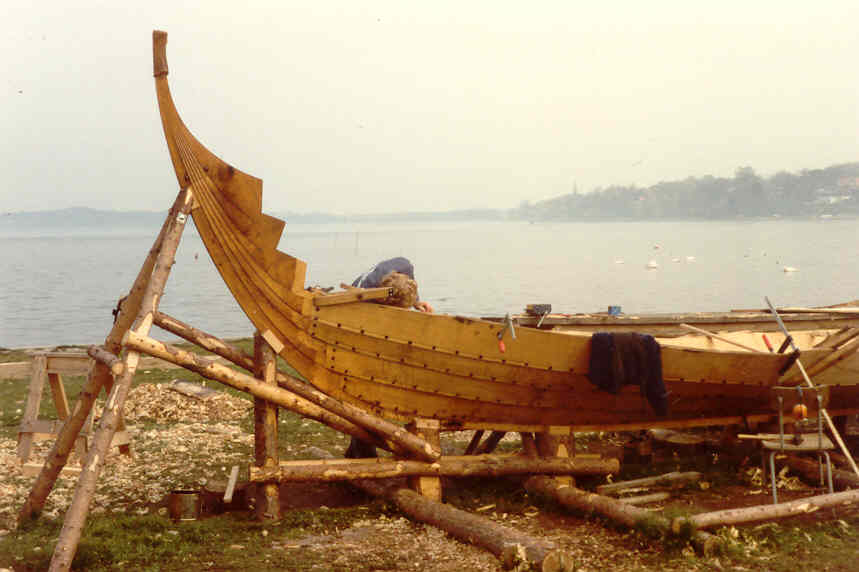
Helge Ask (Skuldelev 5)
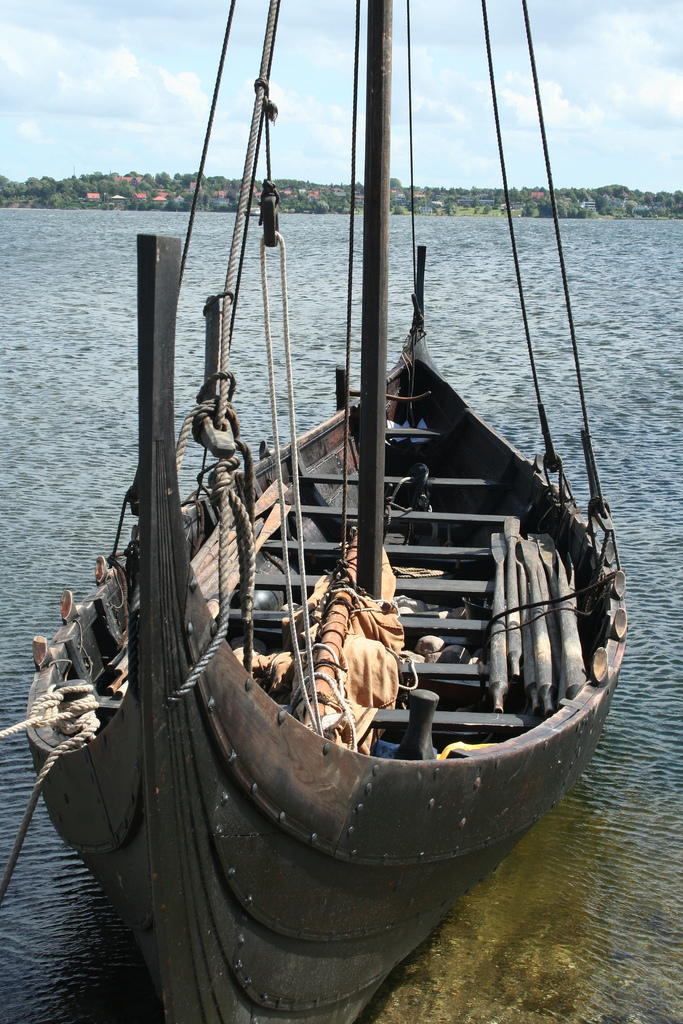
Kraka Fyr (Skuldelev 6)